# San Jorge (Nicarágua)
San Jorge é um município da Nicarágua, situado no departamento de Rivas. Tem 25 km² de área e sua população em 2020 foi estimada em 8.854 habitantes.